# Sabanitas
Sabanitas è un comune (corregimiento) della Repubblica di Panama situato nel distretto di Colón, provincia di Colón. Si estende su una superficie di 11,6 km² e conta una popolazione di 19.052 abitanti (censimento 2010).